# Lwi Dwór
Lwi Dwór – zabytkowy dwupoziomowy dom podcieniowy znajdujący się w Gdańsku. Według prof. Ignacego Tłoczka jest to najstarszy dom podcieniowy w Polsce wybudowany w 1600 roku oraz najstarszy tego typu obiekt w tzw. Grupie Żuławskiej. Obiekt od 18 grudnia 1959 znajduje się w rejestrze zabytków.
Obiekt znajduje się przy dzisiejszym Trakcie św. Wojciecha 297, na obszarze gdańskiego osiedla Lipce. Lwi Dwór jest typowym, dla ówczesnej zabudowy Żuław, budynkiem. Należy on do grupy zagród wiejskich Żuław i Powiśla charakteryzującym się połączeniem spichrza z budynkiem mieszkalnym. Budynek w rzucie 12x20 metrów, ze szczytowym podcieniem, pierwotnie zawierał w przyziemu mieszkanie o powierzchni 180 m² oraz niskie piętro i poddasze użytkowane w celach gospodarczych. W swoim przeznaczeniu służył za magazyn zbożowy wraz z mieszkaniem dla właściciela. Pierwotnie szkieletowa konstrukcja budynku wypełniona była gliną na drewnianych szczapach, a ośmioprzęsłowy podcień na słupach usztywniał i wiązał z oczepem mieczowanie. Ignacy Tłoczek uważa, że obiekt – z racji swej wielkiej kubatury wynoszącej około 1660 m³ – zalicza się w swym typie konstrukcyjnym do rzędu największych mieszkalno-gospodarczych budynków użytkowanych w swojej epoce na terenie Polski.
Lwi Dwór figurujący nadal na liście gdańskich zabytków został sprzedany w ręce prywatne z przeznaczeniem na obiekt hotelowo-konferencyjny.